# وزارة التعليم (نيوزيلندا)
وزارة التعليم عي إدارة الخدمات العامة في نيوزيلند المكلفة بالاشراف على نظام التعليم في نيوزيلند.
أنشئت الوزارة في عام 1989 عندما تم تقسيم إدارة التعليم الشاملة إلى ست وكالات منفصلة.

## التاريخ
تم إنشاء الوزارة نتيجة فرقة عمل بيكو التي انشئتها حكومة حزب االعمال في تموز 1987 لمراجعة نظام التعليم في نيوزيلند وتشمل الاعضاء: بريان بيكو، وهو رجل أعمال، وبيتر رامزي، وهو أستاذ مشارك في التعليم في جامعة وايكاتو، ومارغريت روزميرجي، وهي محاضرة كبيرة في كلية ويلينغتون للتعليم، وويتوماراما واتا، وهو باحث اجتماعي في قسم شؤون الماوري، وكولين وايز، وهو رجل أعمال آخر. وساعد فرقة العمل موظفون من وزارة الخزانة ولجنة خدمات الدولة (SSC)، ربما مارسوا ضغوطاً على فرقة العمل للتحرك نحو خصخصة التعليم في نهاية المطاف، كما حدث مع الخدمات الحكومية الأخرى. وكانت الولاية تتمثل في استعراض هياكل الإدارة وفعالية التكلفة، ولكنها لا تشمل المناهج الدراسية أو التدريس أو الفعالية. وفي غضون تسعة أشهر، تلقت اللجنة مساهمات من أكثر من 700 شخص أو منظمة.
أصدرت فرقة عمل بيكو تقريرها «إدارة من أجل التميز: الإدارة الفعالة في التعليم» في أيار 1988. وانتقد التقرير إدارة التعليم، التي وصفها بأنها غير فعالة وغير مستجيبة. وقد وضعت فرقة العمل ميثاق المدرسة كعقد بين مجالس المدارس والمجتمع المحلي والسلطة المركزية وقبلت الحكومة العديد من التوصيات التي نشرت فيما بعد في ردها - مدارس الغد. وأوصى هذا النظام بنظام تكون فيه كل مدرسة مستقلة إلى حد كبير، يحكمه مجلس يتألف أساسا من الآباء والأمهات، على الرغم من أنه يخضع للاستعراض والتفتيش من جانب الوكالات الحكومية المتخصصة. وكانت هناك توصية أخرى هي أن تكون مجالس الأمناء مسؤولة أمام وزير التعليم الذي يتمتع بسلطة فصل المجالس.
وأصبح تقرير بيكو الأساس لعملية إصلاح تربوي في نيوزيلندا ابتداء من عام 1989. عندما انتخبت الوطنية في أكتوبر 1990، أجرت سلسلة أخرى من الاستعراضات التعليمية توجت في كتاب «سياسة التعليم: الاستثمار في الناس، أعظم أصولنا». وأدى ذلك إلى مزيد من التعديلات على هيكل إصلاح التعليم، ووفقا لأحد الأكاديميين، إنشاء «نظام بعيد كل البعد عن نوايا بيكو... وقد حدثت سلسلة مستمرة من التغييرات وإعادة التقييم التي تسببت في الفوضى والارتباك وانعدام الأمن على نطاق واسع في جميع أنحاء قطاع التعليم».

## المسؤوليات
يتمثل دور الوزارة في رفع المستوى العام للتحصيل العلمي والحد من التفاوت وهي ليست جهة توفير للتعليم. ويُلبى هذا الدور من جانب مجالس أمناء منتخبة فردية لكل مدرسة حكومية في البلد. وللوزارة وظائف عديدة - تقديم المشورة للحكومة، وتوفير المعلومات للقطاع، وتوفير موارد التعلم، وإدارة تنظيم القطاع وتمويله، وتقديم الخدمات المتخصصة. وتعمل الوزارة مع وكالات تعليمية أخرى، بما في ذلك مكتب مراجعة التعليم، وهيئة المؤهلات في نيوزيلندا، وهيئة التعليم المحدودة لوسائط الإعلام.
وعلى الرغم من أن دور الوزارة هو رفع مستوى التحصيل التعليمي، فإنها أيضا الآلية التي تنفذ من خلالها الحكومة في الوقت الحاضر سياستها التعليمية. وعندما تغير الحكومة جوانب سياستها المتعلقة بالتعليم، تكون الوزارة مسؤولة عن تنفيذ هذه التغييرات. وفي بعض الأحيان، ينتهي الأمر بالوزارة إلى وضع صعب هو محاولة تنفيذ تغييرات سياسية مستحثة في السياسة التعليمية قد يعارضها المدرسون والوالدان ومجالس الأمناء. ومن الأمثلة على ذلك التغييرات التي أدخلتها الحكومة الوطنية في 2011-2012.

تعتمد الوزارة في تأدية دورها بفعالية على تمويل دافعي الضرائب الذي تقدمه الحكومة. وعندما تزيد الحكومة التمويل أو تتطلب تخفيضات مالية، فإن ذلك يؤثر أيضا على قدرة الوزارة على أداء دورها. وفي عام 2013، قدمت الحكومة نحو 12.2 بليون دولار لتمويل التعليم في نيوزيلندا.

## الوزراء
تخدم الوزارة مجموعة واحدة ووزير و 3 وزارات مشاركة.
| صاحب مكتب        | حافظة (مجموعات)                                            | المسؤولية الأخرى (IES)             |
| ---------------- | ---------------------------------------------------------- | ---------------------------------- |
| هون كريس هيبكينز | الوزير الرئيسي (وزارة التربية والتعليم) </br> وزير التربية |                                    |
| هون كيلفن ديفيس  |                                                            | معاون وزير التربية (تعليم الماوري) |
| هون جيني سالسا   |                                                            | معاون وزير التربية والتعليم        |
| حضرة تريسي مارتن |                                                            | معاون وزير التربية والتعليم        |